# طبقة المياه الجوفية الألبية (الجزائر)

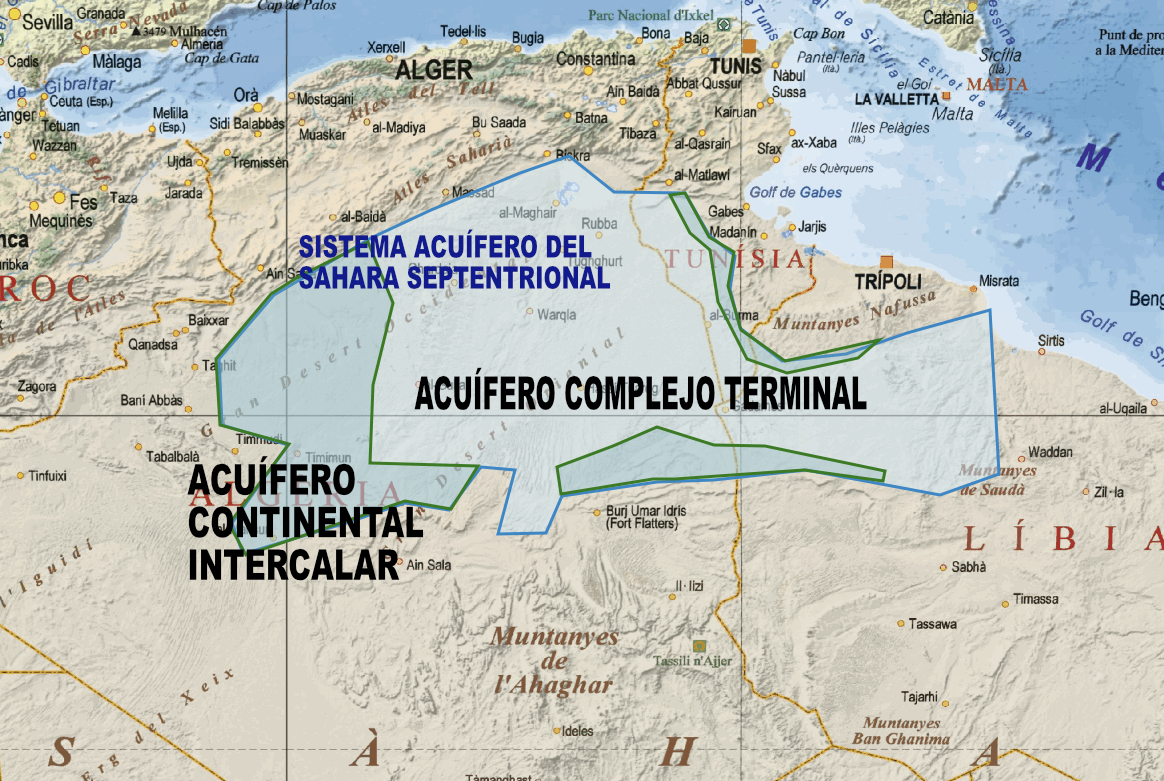
نظام خزان شمال الصحراء.

طبقة المياه الجوفية الألبية هو نظام طبقة مياه جوفية تغطي معظم الصحراء الجزائرية والتونسية ويمتد إلى ليبيا، ويحيط بكامل العرق الشرقي الكبير، وتعد أكبر احتياطي للمياه العذبة في العالم. يمتد على ثلاث دول، الجزائر وليبيا وتونس. 70 توجد% من منسوب المياه الجوفية في الأراضي الجزائرية في الجنوب الشرقي من البلاد.

## الوصف
يوجد منسوب المياه الجوفية في الألبية بشكل أساسي في الصحراء الجزائرية، وهو أكبر احتياطي للمياه العذبة في العالم. يحتوي على أكثر من 50 000 مليار متر مكعب من المياه العذبة، أي ما يعادل 50 000 ضعف سعة سد بني هارون الواقع في شرق البلاد والذي يغذي ست ولايات مجاورة. هذه المياه هي نتيجة التراكم الذي حدث خلال الفترات الرطبة التي تتالت منذ مليون سنة. أي في مرحلة من فترة الطباشيري المبكر والأخيرة.
يمتد منسوب المياه الجوفية في مساحة تقارب ضعف مساحة فرنسا، بين ليبيا وتونس ومعظم الجزائر. يقدر التوزيع الإقليمي 70% للجزائر20% لليبيا وأخيرا لتونس: 10٪.
في أبريل 2005، عملت الجزائر وتونس وليبيا على إنشاء آلية إدارة منسقة لمواردها المائية العميقة، والتي يشكل منسوب المياه الجوفية جزءًا منها وذلك جزءً من مشروع مرصد الساحل والصحراء (OSS). أبرمت اتفاقية بين الدول الثلاث لوضع إدارة عادلة ومعقولة لمنسوب المياه، والتي عُهد بمراقبتها إلى مرصد الساحل والصحراء.

## الجدل حول استخراج الغاز الصخري في المستقبل
جعل القرار الذي اتخذته الحكومة الجزائرية للتنقيب عن الغاز غير التقليدي، بما في ذلك الغاز الصخري منتقدي هذا المشروع والذين يخشون من تسارع استنفاد احتياطيات المياه الموجودة في الخزان الجوفي الألبي، وذلك للاحتياجات المائية الكبيرة التي تتطلبها عملية استخراج الغاز. وفقًا للمنتقدين، هناك أيضًا خطر كبير للتلوث مع عواقب وخيمة على السكان المعتمدين على منسوب المياه الجوفية، على وجه الخصوص، بعد إطلاق المواد الكيميائية، نتيجة التكسير الهيدروليكي المستخدم في العملية.

## المذكرات والمراجع
1. ↑  "source" (PDF). مؤرشف من الأصل (PDF) في 2016-11-16.
2. ↑  "Sous le Sahara : une nappe d'eau grande comme deux fois la France - notre-planete.info". www.notre-planete.info (بالفرنسية). Archived from the original on 2020-03-05. Retrieved 2017-03-15.
3. ↑  Farouk Ben Ammar. "Sud tunisien: 5.000 billions de litres d'eau douce sous le sol!". Al Huffington Post (بfr-FR). Archived from the original on 2017-03-16. Retrieved 2017-03-15.{{استشهاد ويب}}:  صيانة الاستشهاد: لغة غير مدعومة (link)
4. ↑  Algeria-Watch. "40.000 milliards de m3 de réserves en eau dans le Sahara40.000 milliards de m3 de réserves en eau dans le Sahara". www.algeria-watch.de. مؤرشف من الأصل في 2017-01-13. اطلع عليه بتاريخ 2017-03-15.
5. ↑  "La nappe Albienne, ce joyau abondant et fragile". Leco-dz.com. مؤرشف من الأصل في 2019-11-01. اطلع عليه بتاريخ 2017-03-15.